# Grupa Warowna Stachelberg

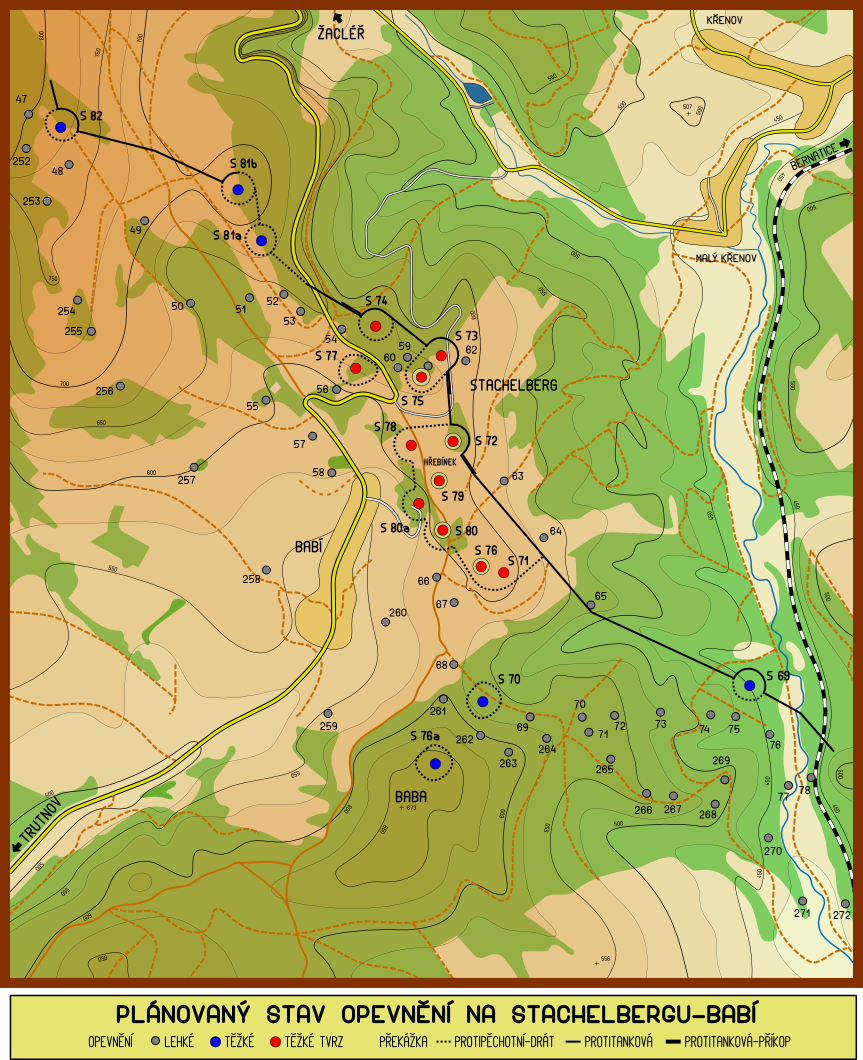
Mapka twierdzy Stachelberg

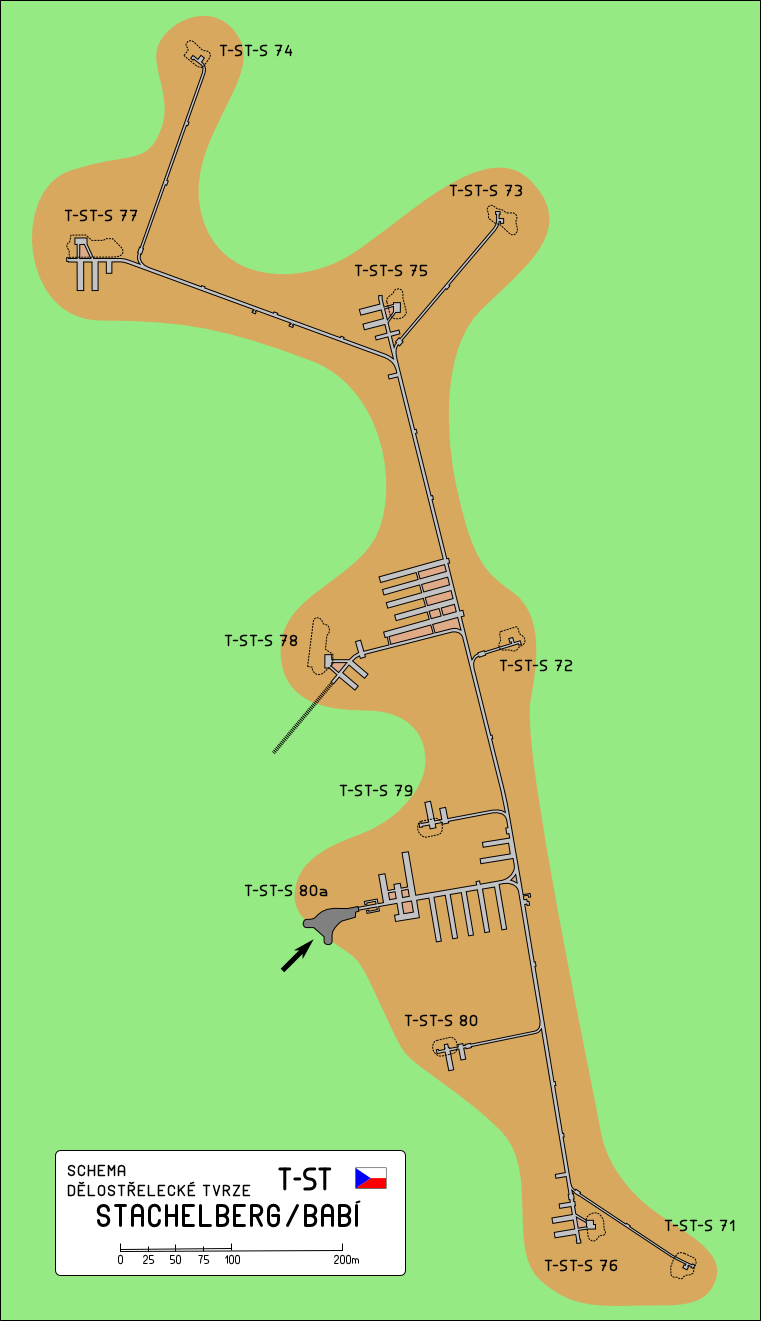
Plan podziemi twierdzy

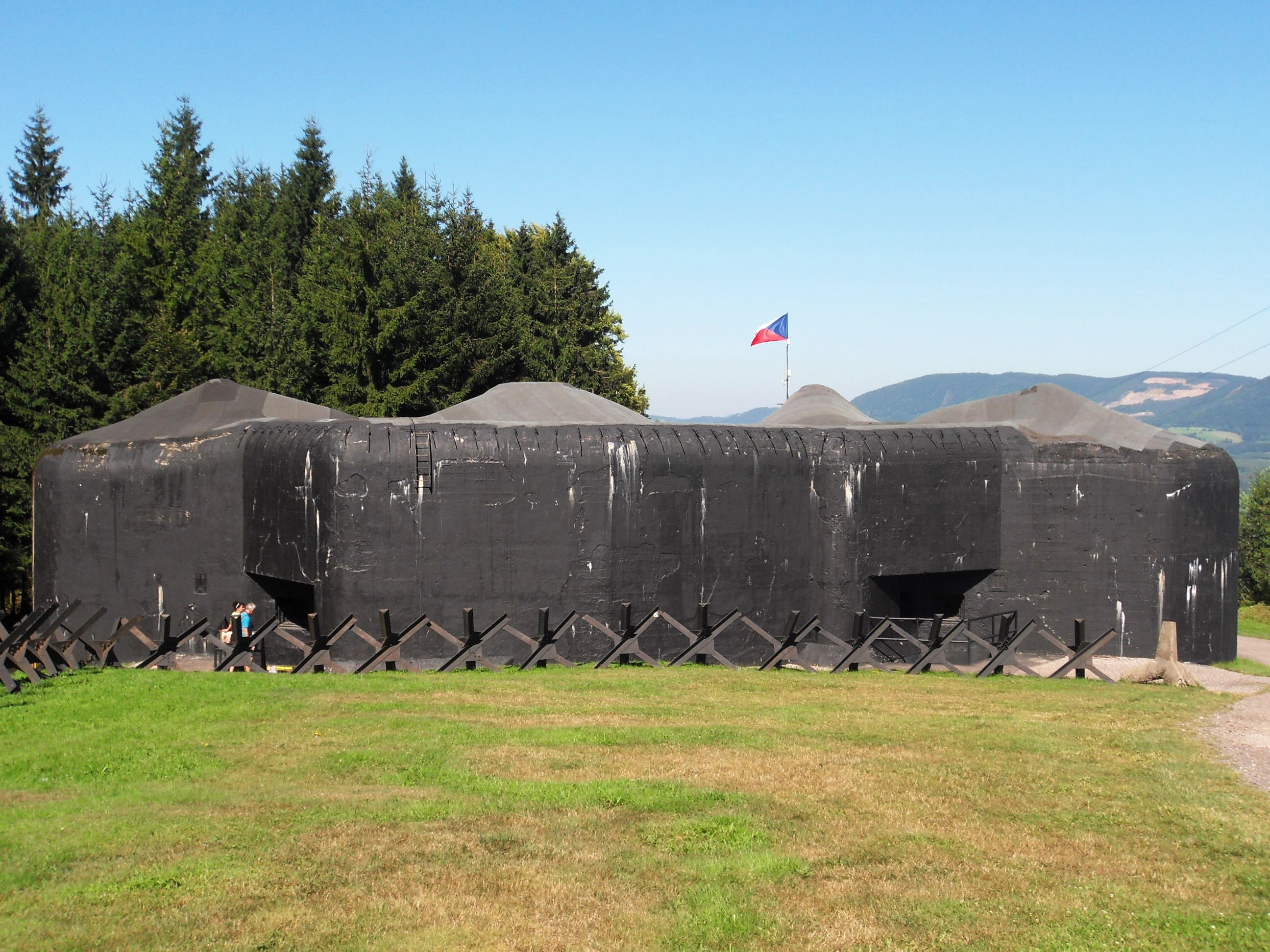
T-St-S 73 Polom, jedyny wybudowany obiekt twierdzy Stachelberg

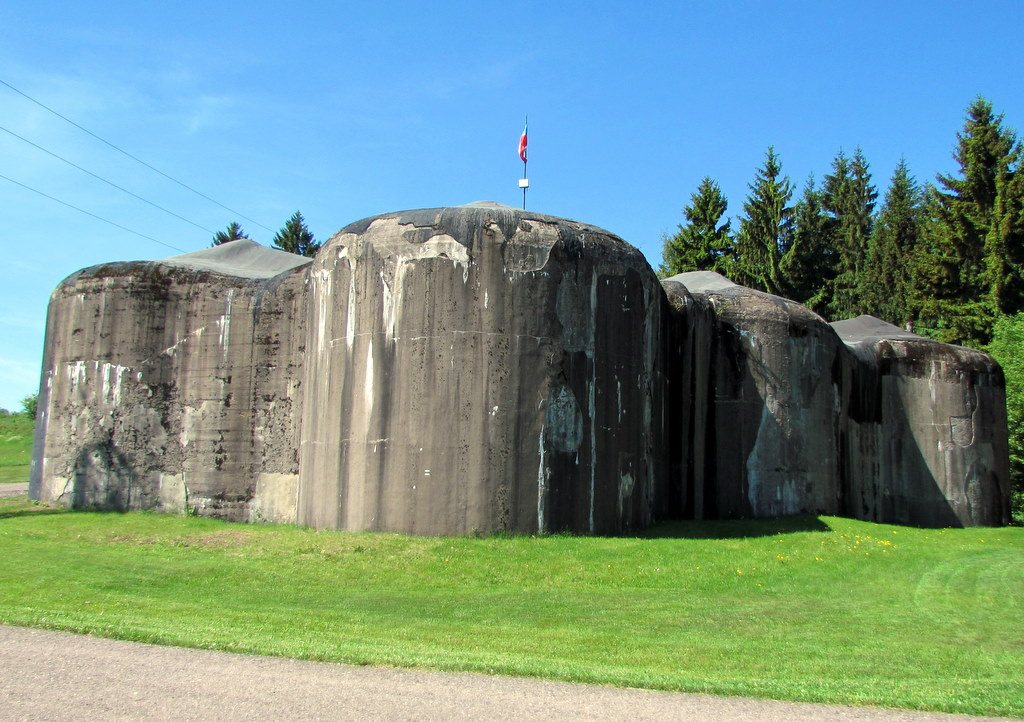
T-St-S 73 Polom

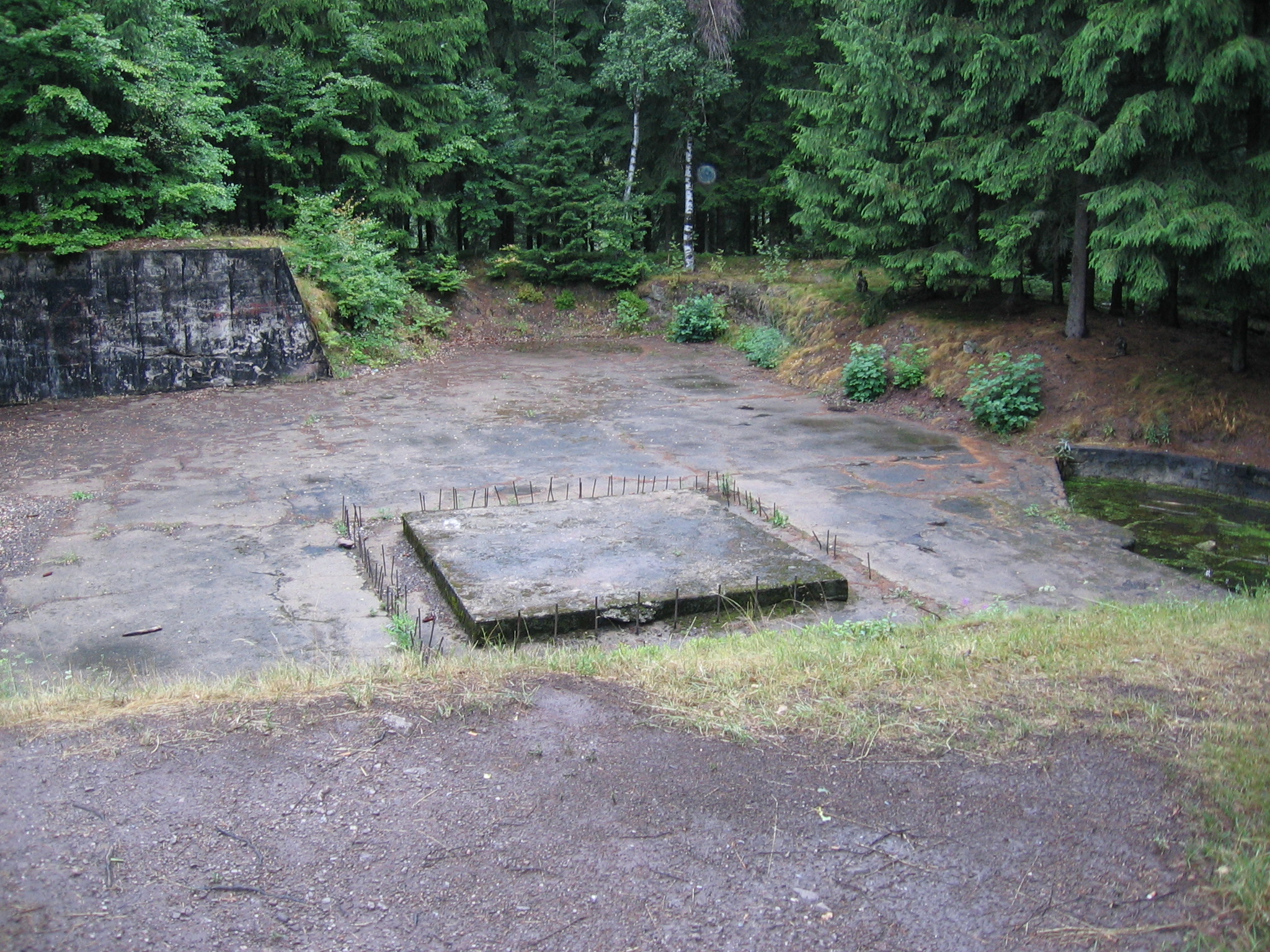
Pozostałości schronu T-S 74 U silnice

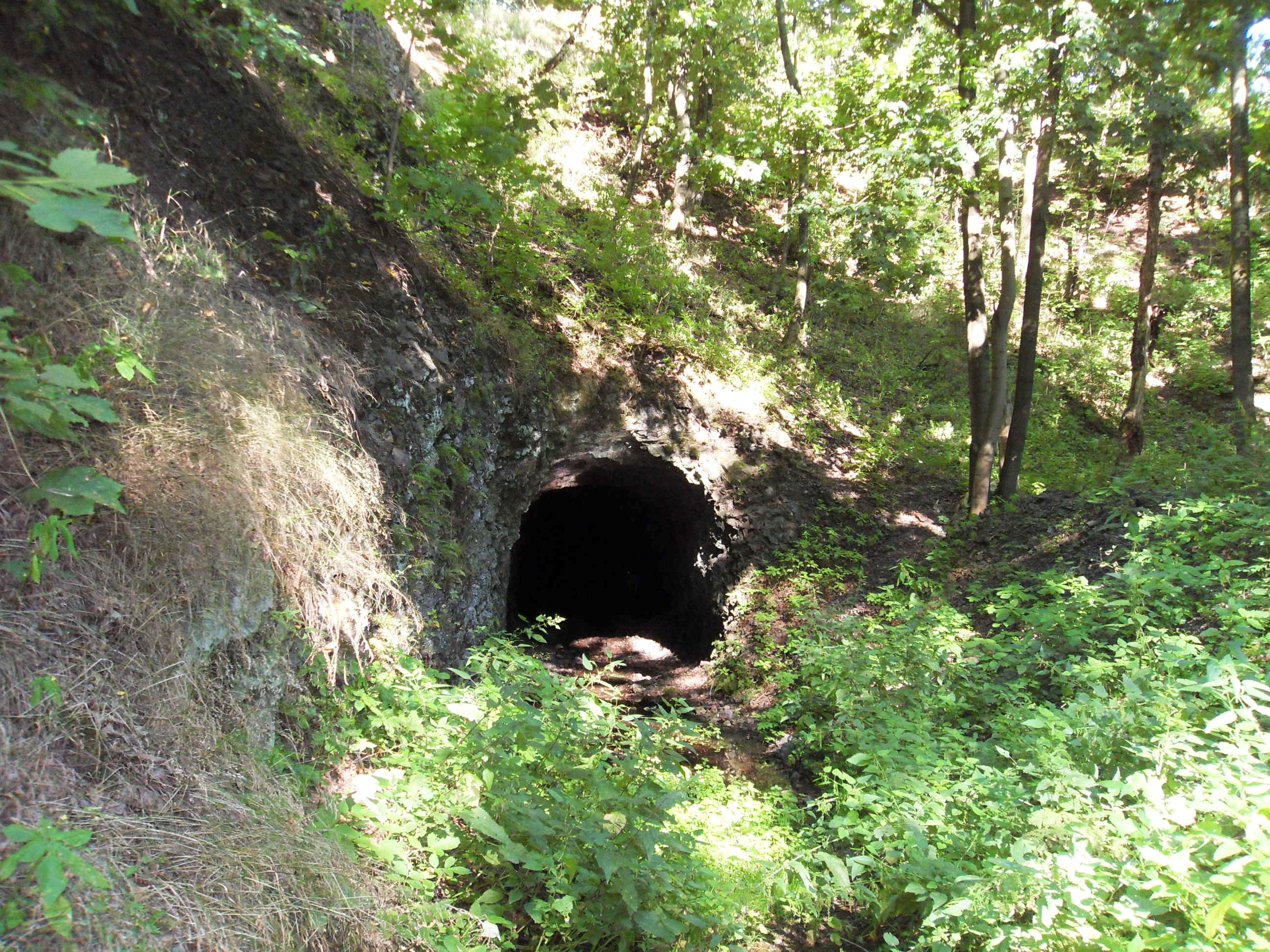
Niedokończony wjazd do podziemi – schron T-S 80a

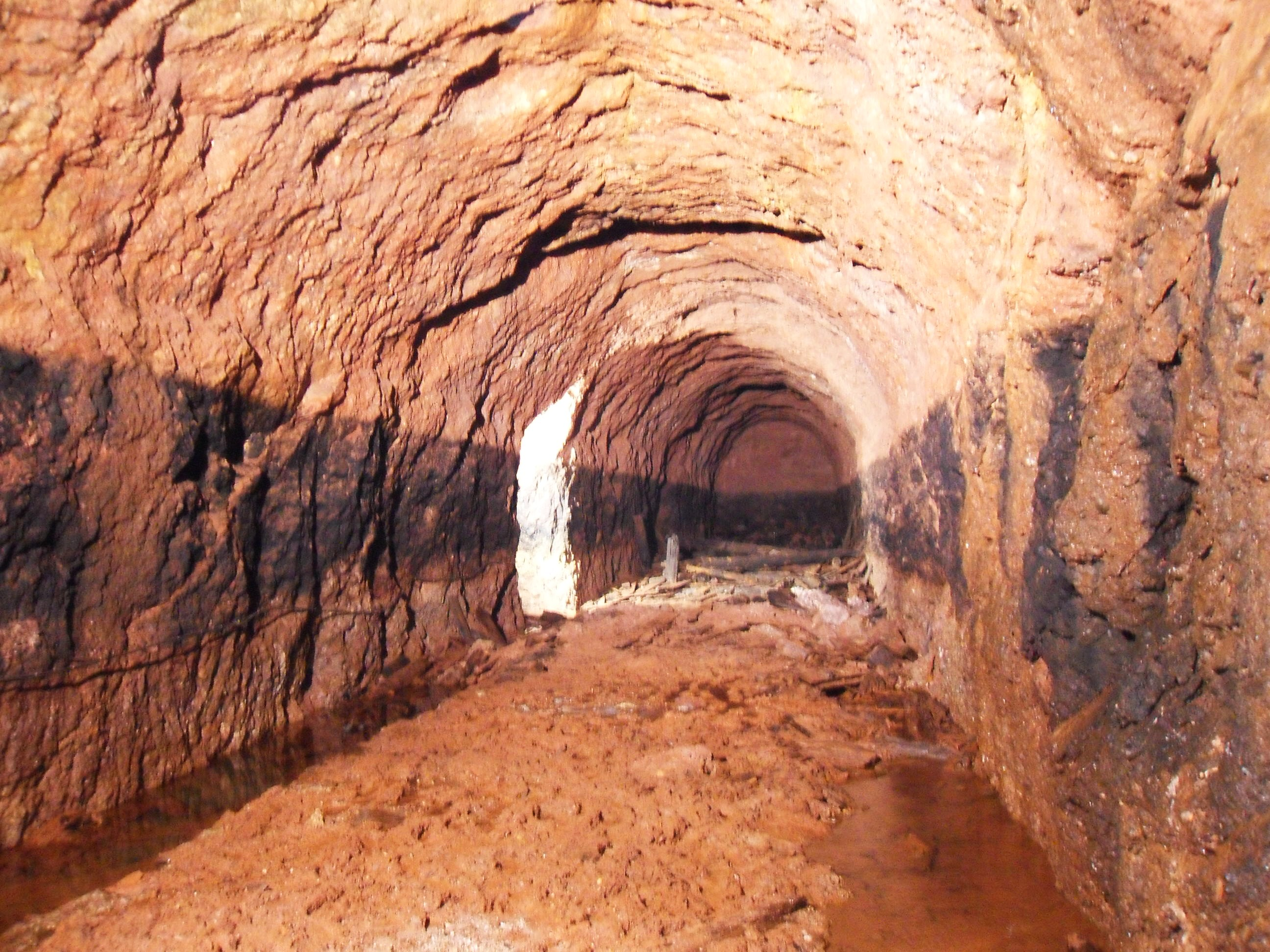
Podziemny korytarz – ciemna smuga wyznacza poziom wody

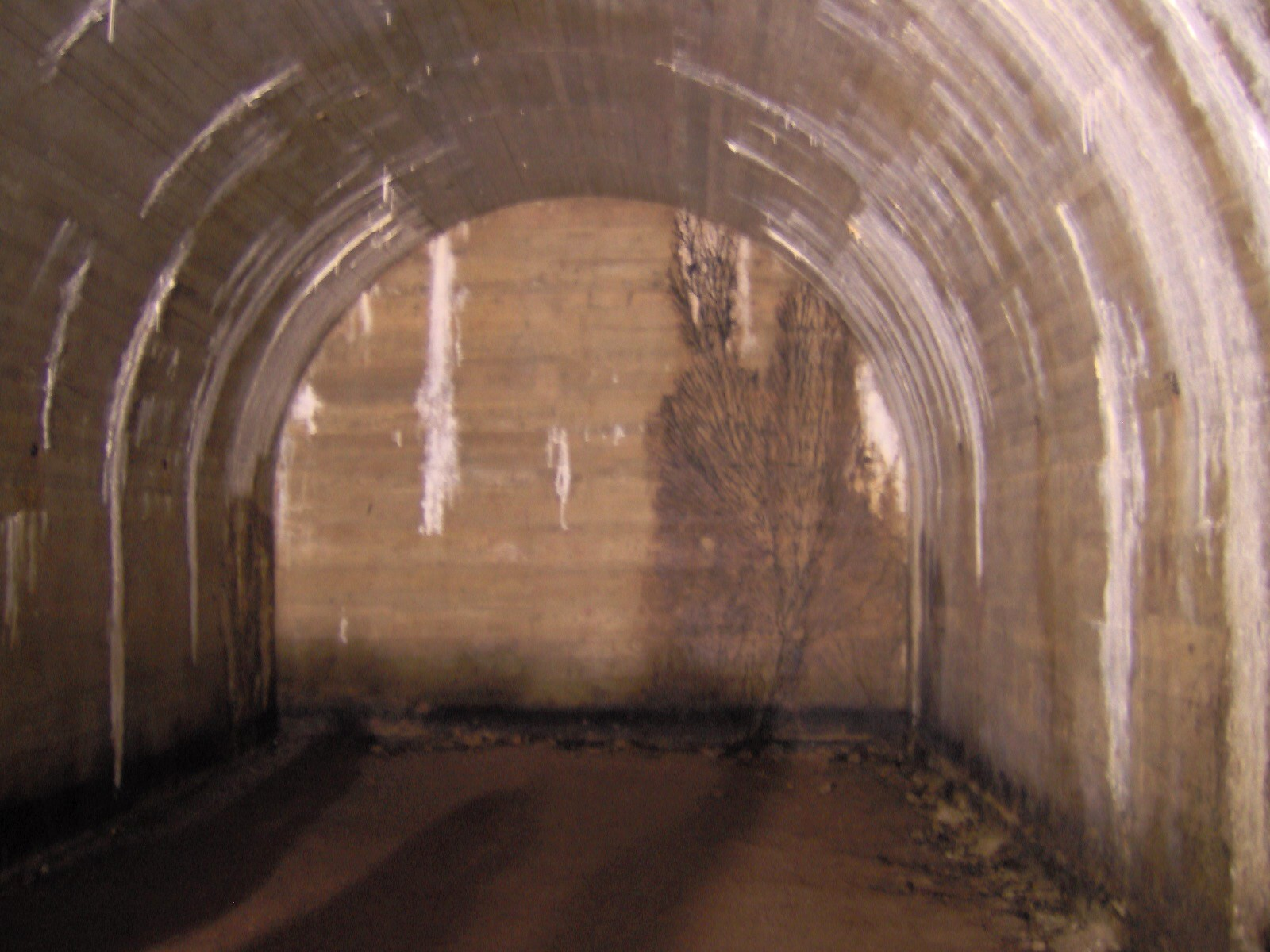
Wybetonowany podziemny korytarz

Grupa Warowna Stachelberg (czes. Dělostřelecká tvrz Stachelberg) – niedokończona artyleryjska grupa warowna stanowiąca część czechosłowackich umocnień we wschodnich Karkonoszach, pomiędzy Trutnovem a Žacléřem, wchodząca w skład czechosłowackich fortyfikacji granicznych. Miała bronić szerokiego obniżenia Bramy Lubawskiej, pomiędzy Karkonoszami a Górami Kruczymi.

## Historia budowy
W latach 1935-1936 trwały prace planistyczne i projektowe. W 1937 r. wytyczono położenie poszczególnych obiektów w terenie. Projektantami byli kpt. Emil Ludvík i kpt. inż. Alois Staňa. Kierownikiem budowy został kpt. Jan Karásek. Prace budowlane rozpoczęto 16 października 1937 r. Zimą głębiono podziemne korytarze, sale i pionowe szyby. Wiosną rozpoczęto prace na powierzchni ziemi. Do traktatu monachijskiego ukończono tylko jeden schron piechoty T-St-S 73 Polom.

## Obiekty bojowe wchodzące w składgrupy warownej
- zapora przeciwczołgowa,
- T-St-S 71 – schron bojowy piechoty
- T-St-S 72 Chlum – schron bojowy piechoty
- T-St-S 73 Polom – schron bojowy piechoty (tradytor międzypola)
- T-St-S 74 U silnice – schron bojowy piechoty
- T-St-S 75 – wieża artyleryjska – 2 haubice kal. 100 mm
- T-St-S 76 – wieża artyleryjska – 2 haubice kal. 100 mm
- T-St-S 77 – schron artyleryjski (tradytor) - 3 haubice forteczne
- T-St-S 78 – schron artyleryjski (tradytor) - 3 haubice forteczne
- T-St-S 79 – schron artyleryjski – 2 moździerze kal. 120 mm
- T-St-S 80 – schron artyleryjski – 2 moździerze kal. 120 mm
- T-St-S 80a – schron wejściowy

ponadto na wzgórzu Baba:
- T-St-S 76a – schron obserwacyjny artylerii[1].

Na lewym (północnym) skrzydle twierdza była ubezpieczana przez izolowane schrony piechoty S 81a, S 81b i S 82, a na prawym (południowym) skrzydle przez schrony S 69 i S 70. Ponadto po przeciwnej stronie obniżenia, w północno-zachodniej części masywu Jestřebí hor, planowano wybudować kolejną twierdzę – Poustka.
Podziemia zostały wykute na głębokości od 20 do 60 m pod poziomem terenu w gruboziarnistych zlepieńcach oraz piaskowcach karbońskich.
Załogę miało stanowić 778 osób: 46 oficerów, 15 podoficerów i 717 żołnierzy oraz dalszych 240 do walki na powierzchni.

## Układ monachijski – przerwanie prac
Sytuacja polityczna spowodowała przerwanie prac przy twierdzy Stachelberg. Ukończony został i prowizorycznie uzbrojony w karabiny maszynowe jedynie schron piechoty T-St-S 73 Polom, umocnienia polowe (zapory przeciwpiechotne) i zapory przeciwczołgowe. Budowa pozostałych schronów piechoty, wież i schronów artyleryjskich była dopiero rozpoczęta, a schronów moździerzowych nie zaprojektowano ze względu na to, że nie ukończono jeszcze prac nad ich uzbrojeniem. Podobnie nie rozpoczęto prac nad schronem obserwacyjnym artylerii.
Wszystkie rozpoczęte schrony posiadały wykute w skale szyby, z których część była połączona podziemnymi korytarzami. Nie zakończono też głębienia wszystkich pomieszczeń podziemnych – magazynów amunicji, pomieszczeń maszynowni, sali filtrów, magazynów paliwa i wody, koszar, schronu wejściowego. Przed opuszczeniem twierdzy saperzy wysadzili w powietrze tunel wejściowy, powodując zalanie podziemnych partii twierdzy.

## Dalsze dzieje
Po II wojnie światowej umocnienia stały bezużytecznie i niszczały. W latach 1966–1990 w jedynym całym bunkrze przechowywano toksyczny pestycyd Aredyn (arsenian wapnia).

## Współcześnie
Po uprzątnięciu toksycznych odpadów, w 1993 r. schron piechoty T-St-S 73 Polom został udostępniony dla zwiedzających. W środku znajdują się makiety broni i wyposażenia oraz liczne tablice objaśniające i plany twierdzy. Wiosną 1994 r. został udostępniony lekki schron piechoty, tzw. "rzopik". W 2000 r. udało się osuszyć część podziemi.
Na terenie twierdzy w 2015 r. zbudowano drewnianą wieżę widokową.
W 2019 r. poza licznymi wystawami można zwiedzać wcześniej zalane podziemia i na własne oczy zobaczyć wykute w skale korytarze.